# Métro de Shaoxing
Le métro de Shaoxing (Chinois simplifié : 绍兴地铁) est un métro en construction à Shaoxing, dans la province du Zhejiang en Chine. La construction a débuté en 2016, et la première ligne (ligne 1 section Keqiao) a ouvert le 28 juin 2021.

## Historique
La phase de planification débute en 2011 et se termine en 2013, quand le plan définitif est alors voté.

## Carte actuelle

Carte du réseau métro, en planification

## Ligne 1
La section principale de la ligne 1 est divisée en deux branches principales : la première branche fait 24,2 km (18 stations) et la seconde 7,1 km  (6 stations). La construction a débuté en 2018 et la première branche (de Guniangqiao à Fangquan) a entrée en service le 29 avril 2022.
La ligne Hangshao qui relié Hangzhou et Shaoxing, a été fusionnée à ligne 1 et renommée "Ligne 1 section Keqiao" (chinois: 1号线柯桥段). Cette partie fait 20,3 km, comprend 10 stations. L'ouverture de cette partie s'est faite le 28 juin 2021.

## Ligne 2
La phase 1 de la ligne 2 s'étend sur 10,95 km avec 9 stations. La date de mise en service est prévue l'été 2023.
- Chengxi Road
- Jinghu Center
- Xingzhen Center
- Zhongxing Avenue
- Paozhong Road
- Yedong Road
- Projiang Lianghu
- Yuexing Road

## Ligne 3
La ligne 3, considérée comme étant une ligne importante sur l'axe Est-Ouest, s'étend sur 28,5 km avec 6 stations de transfert.

## Ligne 4
La ligne 4 s'étend sur 5,6 km km avec 5 stations de transfert. Elle connectera les districts de Paojiang, de Yuecheng, de Binhai et de Jianghu.

## Autres lignes
- Liaison Inter-ville avec Hangzhou, ligne Keqiao (杭州城际铁路柯桥线), maintenant une partie de la ligne 1.
- Ligne circulaire (轨道交通联络环线)
- Connexion à l'aéroport international de Hangzhou Xiaoshan (萧山机场连接线)

## Extension future
Il est prévu qu'en 2030 le réseau comprenne 6 lignes d'une longueur totale de 208 km.